# Hyacinthe de Charencey
Pour les autres membres de la famille, voir Gouhier de Petiteville.
Charles-Félix-Hyacinthe Gouhier, comte de Charencey, né le 8 novembre 1832 à Paris et mort le 12 mars 1916 au château de Champ-Thierry à Saint-Maurice-lès-Charencey, est un philologue français.

## Biographie

Armes des Gouhier de Petiteville: de gueules à trois roses d'argent

Appartenant à une très ancienne famille normande qui se subdivisa en onze branches, Charencey partagea sa vie entre la politique et l’étude. Esprit fin, distingué, chercheur, passionné pour les questions philologiques dont il se fit une spécialité, il ne quittait guère ses livres et sa vaste bibliothèque d’où sortaient des travaux très érudits dénotant ses qualités d’observation et d’ingéniosité.
Il fut le fondateur en 1867 la Société philologique, puis en 1882 de la Société de Saint-Jérôme destinée à la publication des grammaires, catéchismes, vocabulaires composés par les missionnaires dans les idiomes des populations par eux catéchisées, sociétés fusionnées en 1891, et L'Année linguistique dont les volumes renferment des monographies sur les principales familles linguistiques du monde entier.  En 1888, il devint président de la Société de Linguistique de Paris.
Son œuvre philologique est considérable. Il s’attacha surtout aux langues américaines et à la langue basque dont il prépara le dictionnaire, resté manuscrit. En dépit de connaissances linguistiques encore hésitantes, il a eu parfois des fulgurances (peut-être sans le savoir) dans ses comparaisons comme entre le basque suge "serpent" et l'estonien siug "id." (comparaison totalement approuvée par le bascologue et paléolinguiste français Michel Morvan). Se consacrant surtout à la description pratique de langues peu connues, il s’occupa également de mythologie, de paléographie, de folklore et d’histoire.
Charencey ne se désintéressait pas pour cela des études locales. Il contribua avec La Sicotière à la création de la Société historique et archéologique de l’Orne et accueillit avec empressement la Société percheronne d'histoire et d'archéologie, collaborant en même temps aux Documents sur la province du Perche où il publia l’« Histoire de l'abbaye de la Grande-Trappe » qui forme aujourd’hui deux gros volumes. On lui doit aussi la publication du Cartulaire de ce vieux monastère, dont il était l’ami et l’appui.
Il était conseiller général de l’Orne. Son père et son grand-père, tous deux députés de l’Orne, siégèrent au conseil général. Les électeurs du canton de Tourouvre lui continuèrent leur confiance depuis 1809, si bien que l’on peut dire que le nom de Charencey ne cessa pendant plus de 70 ans d’appartenir à l’Assemblée départementale de l’Orne. Il représentait en outre sa commune de Saint-Maurice depuis 1901.

## Publications
- La langue basque et les idiomes de l'Oural structure grammaticale et déclinaison, Challamel, 1862 [lire en ligne]
- « Recherches sur la famille de langues américaines pirinda-othomi »,(Annales de philosophie chrétienne, 1867
- « Essai de déchiffrement d un fragment d'inscription palenquéenne », Actes de la Société philoloqique, t. I, 1870
- Notice sur quelques familles de langues du Mexique, 1870 sur manioc.org
- Essai d'analyse grammaticale d'un texte en langue maya, 1873 sur manioc.org
- « Fragment de chrestomathie de la langue maya antique », Revue de philologie et d'ethnographie, 1875
- Archéologie américaine. Déchiffrement des écritures calculiformes ou mayas. Le bas-relief de la croix de Palenque et le manuscrit troano, Alençon, 1879
- Recherches sur les dialectes tasmaniens, Alençon, 1880 [lire en ligne]
- « De la formation des mots en langue maya », Compte rendu du Congrès international des Américanistes de Copenhague, 1883
- Les cités votanides. Valeur symbolique, des nombres dans la Nouvelle-Espagne, Muséon, 1885
- Vocabulaire de la langue tzotzil, Caen, 1885 [lire en ligne]
- De la conjugaison dans les langues de la famille maya-quichée, Louvain, 1885 [lire en ligne]
- Le pronom personnel dans les idiomes de la famille tapachulane-huastèque, 1868 sur manioc.org
- Chrestomathie maya d'après la Chronique de Chac-Xulub-Chen, Klinsieck, 1891 [lire en ligne]
- Le folklore dans les deux mondes, Paris, 1894
- L'historien Sahagun et les migrations mexicaines, Muséon, 1899
- « La gynécocratie religieuse chez les Toltèques occidentaux », Congrès international des Américanistes, 1901
- Le folklore nègre en Amérique, Lechevalier, 1901 [lire en ligne]
- « Confessionnaire en langue chaňabal », Revue de linguistique

## Sources
- Paul Rivet, « Alexander Francis Chamberlain », Journal de la Société des Américanistes, vol. 11, no 1,‎ 1919, p. 625-629 (lire en ligne)
- Bulletin de la société percheronne d’histoire et d’archéologie, Bellême, Eugène Levayer, v. 13-16, 1914, p. 51-2.
- Édouard de Magny, Nobiliaire de Normandie, Lille, Librairie Héraldique d’Auguste Aubry, 1863.
- Michel Morvan, Les origines linguistiques du basque, Bordeaux, 1996.